# Clase OPV-80
La Clase OPV-80, también denominado Patrullero de Zona Marítima (PZM), es una serie de patrulleros oceánicos marítimos construidos para las marinas de Chile y Colombia para el control de la zona económica exclusiva (ZEE), cumpliendo misiones de escolta, vigilancia e inspección.

## Características
Tiene 1728 t de desplazamiento, 80,6 m de eslora, 13 m de manga y 3,8  de calado; de propulsión dos (2) motores diésel 12V (22 nudos); y de arma 1 cañón Bofors L70 de 40 mm y 6 ametralladoras Browning M2.

## Descripción
Es un navío multipropósito con un alto grado de flexibilidad para realizar diversas labores encomendadas a la autoridad marítima.
Su diseño moderno y a la vez económico le permite ser eficiente y eficaz pudiendo también realizar labores de inteligencia interoperando con otros buques modernos.

## Operaciones
- Misiones de Vigilancia de Zona Marítima.
- Interdicción marítima.
- Guerra de superficie en conflictos de baja intensidad.
- Misiones de búsqueda y rescate.
- Fiscalización de las Actividades Pesqueras.
- Transporte de personal y carga.
- Control de contaminación.
- Plataforma aeronaval en condición N.V.G.
- Misiones antárticas (Chile y Colombia)

## Usuarios

### Activos

#### Chile
El diseño del PZM fue desarrollado por la compañía alemana Fassmer, para satisfacer los requerimientos del proyecto Danubio IV de la Armada de Chile. El astillero ASMAR firmó el contrato para construir las PZM el 20 de mayo de 2005, con las compañías Northrop Grumman, Sisdef (Un consorcio compuesto por BAE Systems y ASMAR) Y Rohde & Schwarz participando como principales subcontratistas a un coste de USD$54 millones, para ser comisionados el 2012. 
Los buques son operados por la Dirección General del Territorio Marítimo (DIRECTEMAR) de la Armada de Chile y realizan misiones de patrulla, búsqueda y rescate, salvataje y control de contaminación en la Zona Económica Exclusiva. Para facilitar su labor está equipado con un helicóptero Dauphin embarcado y 2 botes semirrígidos PUMAR.
El diseño del PZM está siendo promovido por Chile como una plataforma común para las armadas sudamericanas a través del Proyecto Patrullero de Alta Mar Regional. Este diseño cuenta con algunas modificaciones, las que son el tener un hangar y dependencias para un completo funcionamiento del helicóptero en todo tiempo.
El 2 de enero de 2012 Asmar y DIRECTEMAR firmaron el contrato por el tercer patrullero, el cual tendrá características mejoradas, en el ámbito del armamento como un montaje de 76/62 mm en reemplazo del cañón Bofors de 40 mm y 6 cañones automáticos de 20 mm que remplazan a las ametralladoras de 12,7 mm y contará con un casco reforzado tipo "ice class", para darle la capacidad de operar en latitudes antárticas.
El 8 de noviembre de 2014 se comisionó el 3º buque llamado "Marinero Fuentealba". El 3 de agosto del año 2016, fue botado el cuarto patrullero de la clase, bautizado "Cabo Odger", el que será dotado del mismo armamento de su predecesor. Chile pretende construir en ASMAR un total de 6 buques de esta clase.

#### Colombia
Colombia ha ordenado 3 PZM (de un total de 6 planificados) para ser construidos en el astillero de COTECMAR, en Cartagena, bajo licencia alemana Fassmer. El 2012 recibió el primero llamado "20 de Julio" y el segundo, botado en septiembre del 2013; fue bautizado "ARC 7 de Agosto". y comisionado el 17 de marzo de 2014, además se construyó una tercera nave del mismo tipo de nombre ARC Victoria asignada en marzo de 2017.ARC Victoria (PZE-48)
Entre las mejoras con respecto a la versión chilena, cuentan con el radar Scater Terma 4000 y una rampa debajo del hangar para el rápido desembarco del bote interceptor.

#### Honduras
En noviembre del año 2016, Honduras anunció su intención de adquirir un OPV modelo OPV-80 y un buque de desembarco anfibio a ser construidos en COTECMAR, para ser entregado el año 2018.

#### Argentina
El 2008, Argentina ordenó 5 PZM como parte de su programa Patrullero Oceánico Multipropósito (POM). Las unidades serían construidas en el Astillero Río Santiago. Finalmente se canceló el proyecto. Se optó por una plataforma más accesible y con casco reforzado para navegar en aguas de la Antártida. Siendo seleccionada la OPV-90 Clase Gowind de la francesa Naval Group.

## Navíos
| País | Nombre                 | Identificativo | Botadura                                          | Entrada en servicio | Puerto Base             |
| ---- | ---------------------- | -------------- | ------------------------------------------------- | ------------------- | ----------------------- |
|      | Piloto Pardo           | OPV-81         | 17 de junio de 2007                               | 13 de junio de 2008 | Talcahuano              |
|      | Comandante Toro        | OPV-82         | 15 de octubre de 2008                             | 30 de julio de 2009 | Valparaíso (desde 2018) |
|      | ARC 20 de Julio        | PZE-46         | 22 de febrero de 2011                             | 3 de mayo de 2012   | Cartagena               |
|      | ARC 7 de Agosto        | PZE-47         | 4 de septiembre de 2013                           | 17 de marzo de 2014 | San Andrés Islas        |
|      | Marinero Fuentealba    | OPV-83         | 13 de julio de 2013                               | 6 de abril de 2014  | Punta Arenas            |
|      | ARC Victoria           | PZE-48         | 1 de diciembre de 2016                            | 30 de marzo de 2017 | Báhia Málaga - Pacífico |
|      | Cabo Odger             | OPV-84         | 3 de agosto de 2016                               | julio de 2017       | Iquique (desde 2018)    |
|      | Yelcho (provisional)   | OPV-85         | a construir en Asmar tras el OPV-84 y rompehielos |                     |                         |
|      | Naguilan (provisional) | OPV-86         | programada en Asmar tras el OPV-85                |                     |                         |